# Теллуш, Файчал
Файчал Теллуш (фр. Fayçal Tellouche; араб. فيصل تلوش‎; род. 3 сентября 1968, Константина) — алжирский волейболист, универсал. Участник летних Олимпийских игр 1992 года, двукратный чемпион Африки 1991 и 1993 годов.

## Биография
Файчал Теллуш родился 3 сентября 1968 года в алжирском городе Константина.
В сезоне-1993/94 играл в волейбол за алжирский «Олимпик» из Медеа.
В составе сборной Алжира дважды выигрывал золотые медали чемпионата Африки: в 1991 году в Каире и в 1993 году в Алжире.
В 1992 году вошёл в состав сборной Алжира по волейболу на летних Олимпийских играх в Барселоне, занявшей 12-е место. Провёл 5 матчей.
В 1994 году участвовал в чемпионате мира в Греции, где алжирцы поделили 13-16-е места.
После окончания игровой карьеры стал тренером. В 2017 году окончил международные курсы ФИВБ для тренеров первой категории.